# Parque Nacional e Floresta Natural do Monte Quénia
O Parque Nacional e Floresta Natural do Monte Quénia é um Parque Nacional no Quénia, a aproximadamente 170 km de Nairobi. Foi fundado em 1949, e protege a zona em redor do Monte Quénia. O Parque Nacional, estabelecido em 1949, foi reconhecido como Reserva da Biosfera em 1978 e, em conjunto com a Floresta Nacional, ocupam uma área protegida de 142 mil hectares. 
O parque é um paraíso botânico, com uma grande variação da flora consoante a altitude. O parque é o lar de uma grande variedade de vida selvagem, incluindo algumas espécies únicas, macacos colobus, baualas, elefantes, babuínos-anubis, cob-untuosos, rinocerontes-negros, leopardos, hienas, bongos e em altitudes elevadas podem ser encontrados zebras e elandes. Também se podem ver búfalos em abundãncia.
O Monte Quénia, do qual o parque recebe o seu nome, tem 5199 metros, sendo esta a segunda maior montanha de África. Com os seus cumes vestidos de glaciares e encostas arborizadas, o Monte Quénia oferece um dos mais impressionantes panoramas da África.